# درع (المحويت)
درع هي إحدى قرى الجمهورية اليمنية. تتبع جغرافيا لمحافظة المحويت و إداريًا لمديرية الطويلة. يبلغ تعداد سكانها 1128 نسمة حسب الإحصاء الذي أجري عام 2004.